# Wypadek (powieść Ismaila Kadare)
Wypadek (alb. Aksidenti) – powieść albańskiego pisarza Ismaila Kadare. Napisana w oryginale po albańsku, została przetłumaczona na język francuski przez Tediego Papavramiego i wydana w roku 2008 w wersji francuskojęzycznej przez Librairie Arthème Fayard. Następnie ukazała się w wersji albańskojęzycznej nakładem wydawnictwa Onufri. Polskie tłumaczenie powieści ukazało się w 2013, w tłumaczeniu Doroty Horodyskiej, nakładem wydawnictwa Świat Książki.

## Fabuła
Akcję powieści rozpoczyna wypadek samochodowy na jednej z austriackich autostrad. W wypadku ginie dwóch pasażerów taksówki. Kierowcy taksówki udaje się przeżyć wypadek. Odtwarzając ostatnie chwile przed wypadkiem przypomina sobie, że widział całującą się parę. Nie jest jednak pewien, czy ten pocałunek miał jakikolwiek wpływ na spowodowanie wypadku.
Ofiarą wypadku padła para kochanków: Besfort i Rovena, podróżujący po Europie. Autor podejmuje próbę odtworzenia ostatnich tygodni ich życia. Besfort spędził je w strachu, że wkrótce stanie przed Międzynarodowym Trybunałem Sprawiedliwości w Hadze i odpowie za swoje czyny, popełnione w czasie wojny w Jugosławii. jego strach udzielał się także Rovenie, żyjącej w fatalistycznym przekonaniu, że czyha na nią śmierć.
Kadare pisał swoją powieść w Tiranie i w Paryżu.

## Wybrane tłumaczenia powieści
- 2010: Kaza (tur. tłum. Menekşe Tokyay), wyd. Stambuł
- 2010: The Accident (ang. tłum. John Hodgson), wyd. Nowy Jork
- 2010: L'accident (katal. tłum. Pau Joan Hernandez), wyd. Barcelona
- 2010: L'incidente (włos. tłum. Maria Laura Vanorio), wyd. Mediolan
- 2010: Ulykken (norw. tłum. Tom Lotherington), wyd. Oslo
- 2010: Het ongeluk (niderl. tłum. Roel Schuyt) wyd. Amsterdam
- 2010: Το ατύχημα: μυθιστόρημα (grecl. tłum. Kotsias Tilemachos) wyd. Ateny
- 2011: Accidentul (rum. tłum. Marius Dobrescu) wyd. Bukareszt
- 2012: התאונה (hebr. tłum. Rami Saari), wyd. Jerozolima

## Nagrody i wyróżnienia
W 2014 polski przekład książki znalazł się w gronie siedmiu finalistów edycji Nagrody Literackiej Europy Środkowej "Angelus".